# Великая Пятигорка
Вели́кая Пяти́горка (укр. Велика П'ятигірка) — село на Украине, находится в Бердичевском районе Житомирской области.
Код КОАТУУ — 1820881201. Население по переписи 2021 года составляет 737 человек. Почтовый индекс — 13361. Телефонный код — 4143. Занимает площадь 2,953 км².

## Адрес местного совета
13361, Житомирская область, Бердичевский р-н, с. Великая Пятигорка, ул. Ленина, 42а, тел. 7-22-42.

## Известные люди
- В селе родилась Михайлюк, Александра Тимофеевна — Герой Социалистического Труда.